# 그레미우 노보리존치누
그레미우 노보리존치누(Grêmio Novorizontino)는 2010년 3월 1일에 창단한 브라질 상파울루주 노부오리존치를 연고로 하는 축구팀이다. 2018년 현재 전국 4부 리그 캄페오나투 브라질레이루 세리이 D와 상파울루 주리그 캄페오나투 파울리스타에 참가하고 있다.
기존에 노부오리존치에 있던 그레미우 이스포르치부 노보리존치누가 해체하면서, 그 구단을 대체하기 위해 만들어진 구단이다. 2001년 3월 11일 비공식적으로 구단이 창단되었으며, 구단의 명칭과 상징색 모두 전신인 그레미우 이스포르치부 노보리존치누로부터 계승하였다. 2010년에는 주리그에 처음으로 참가하였으며, 2012년에는 전국 리그에도 참여하였다. 2015년 4월 28일 파울리스탕 A1(상파울루 주리그 1부)으로 승격이 확정되었다.

## 선수 명단

### 현역
참고: FIFA 자격 규정에 따라 소속된 국가대표팀 국기를 표시합니다. 선수는 복수의 FIFA 비회원국 국적을 가지고 있을 수 있습니다.
| 번호 | 포지션 | 국적     | 이름            |
| ---- | ------ | -------- | --------------- |
| 22   | FW     | 파라과이 | 오스카르 루이스 |

| 번호 | 포지션 | 국적 | 이름   |
| ---- | ------ | ---- | ------ |
| 93   | GK     |      | 조르디 |

## 역대 감독
| 감독          | 임기 |
| ------------- | ---- |
| 파울루 실라스 | 2017 |